# Квінтсгел
Квінтсгел (нід. Kwintsheul) — село в нідерландській провінції Південна Голландія. Входить до муніципалітету Вестланд. Його населення станом на 2005 рік складало 3560 осіб.